# Ammoecius brevis
Ammoecius brevis är en skalbaggsart som beskrevs av Wilhelm Ferdinand Erichson 1848. Ammoecius brevis ingår i släktet Ammoecius och familjen Aphodiidae. Inga underarter finns listade i Catalogue of Life.